# Generalplan Ost
Vous lisez un « bon article » labellisé en 2023.
Pour les articles homonymes, voir GPO.

La nouvelle Europe centrale et orientale, selon le projet présenté le 28 mai 1942 guerre mondiale.

Le Generalplan Ost (en français : « schéma directeur pour l'Est ») est un projet nazi d'aménagement territorial du Lebensraum conquis par l'Allemagne en Europe centrale et orientale. Élaboré pendant trois années, entre la fin de l'année 1939 et les premiers mois de l'année 1943, le Generalplan Ost  s'est fixé pour but de redessiner, après la victoire envisagée du Reich, la carte de l'Europe et de réorganiser la société européenne selon des critères raciaux.
Le Generalplan Ost peut être défini comme un projet de planification territoriale de grande ampleur pour les territoires orientaux conquis ou à conquérir par les Allemands, conçu sous la responsabilité du bureau III B du RSHA. Destiné à réaliser le programme racial du national-socialisme, il vise à édifier un nouvel ordre européen, pensé comme scientifique et rationnel, mettant en application les principes raciaux édictés par Hitler et ses proches depuis les années 1920. Son principal concepteur, Konrad Meyer-Hetling, aspire ainsi à modeler et à pérenniser l'existence en Europe d'un empire germanique, regroupant non seulement tous les Allemands et germanophones, mais également toutes les populations germaniques, réalisant ainsi, selon celui-ci, « l'idée national-socialiste ».
Élaborés entre l'automne 1939 et le printemps 1943, ces projets de planification ont été de plus en plus ambitieux au fil des années. Ainsi, finalisés au début de l'année 1940, les premiers projets concernent la Pologne. En 1941, le déclenchement du conflit avec l'Union soviétique pousse les responsables allemands à commander divers projets aux différents bureaux chargés de la politique raciale. De cette manière, la première mouture est proposée à Himmler par Konrad Meyer-Hetling dès le 15 juillet 1941, à peine un mois après le déclenchement de la guerre à l'Est. Par la suite, d'autres versions, englobant toujours davantage de territoires, se succèdent jusqu'au premier semestre de l'année 1943.

## Une élaboration par étapes

### 1850-1919: prémices

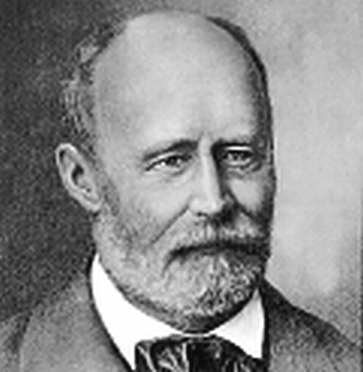
Paul de Lagarde envisage une expansion coloniale en Europe de l'Est.

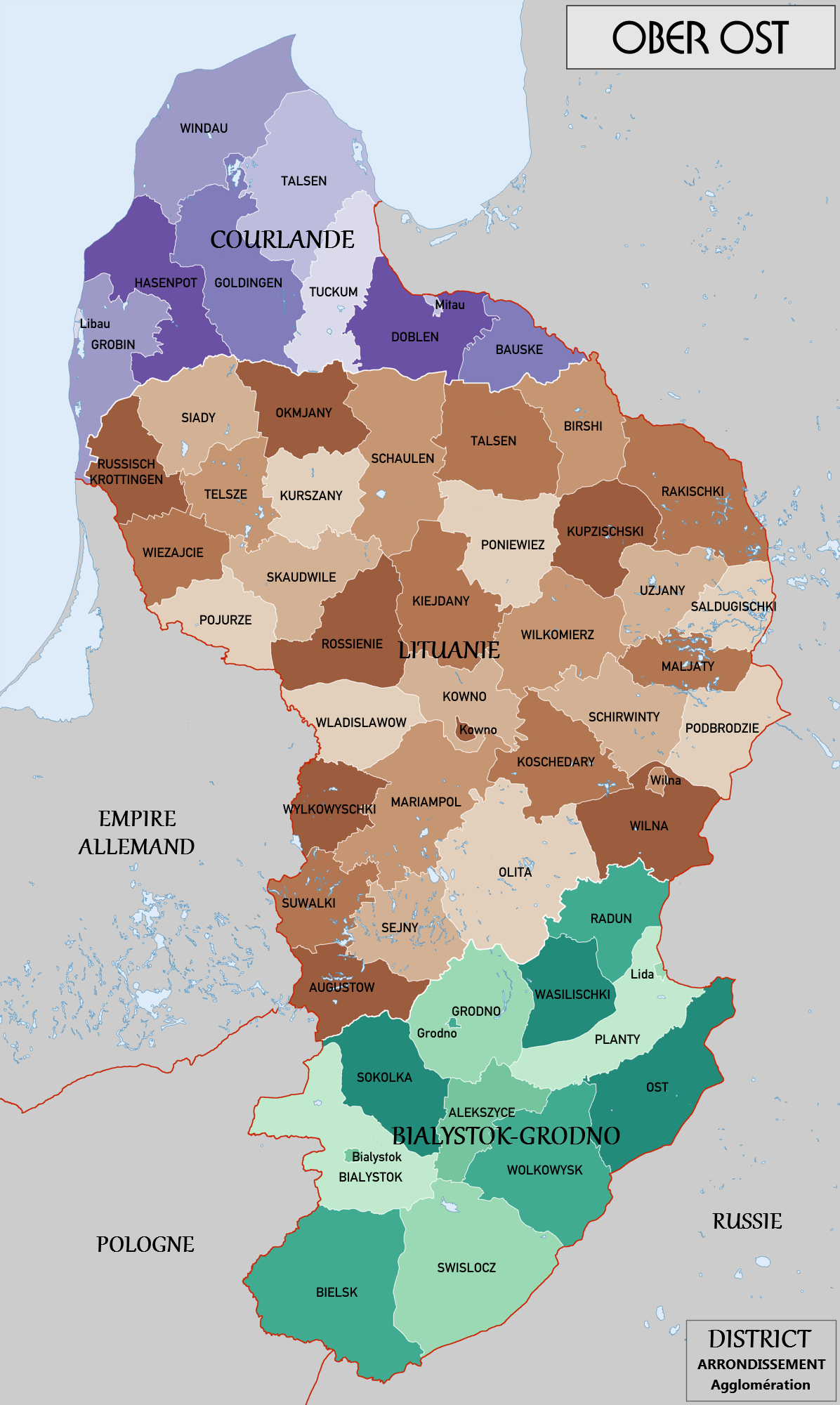
L'Ober Ost, cadre des projets coloniaux de Ludendorff

Si les projets les plus aboutis ont été élaborés dans les années 1930 et 1940, les projets de colonisation planifiée de l'Est du continent européen par les Allemands apparaissent dans les années 1850, dans la lignée des écrits de Friedrich List,.
À la suite de la fondation du Reich, Paul de Lagarde, insatisfait de la solution petite-allemande choisie par Bismarck, propose une planification coloniale en Europe centrale et orientale : en 1886, dans ses Écrits allemands, il préconise de faire de l'Oural la frontière orientale du Reich et d'ouvrir à la colonisation germanique les territoires ainsi incorporés. Quelques années plus tard, en 1895, le sociologue Max Weber se montre partisan de la mise en place d'une politique systématique de colonisation germanique des territoires polonais intégrés au Reich.
À la faveur des succès allemands en Russie durant la Première Guerre mondiale, Erich Ludendorff, qui a eu la charge du front de l'Est, propose le 31 mars 1917 de planifier la colonisation des territoires placés sous la juridiction de l'Ober Ost, administrant les territoires occupés en Russie : Ludendorff préconise ainsi l'expulsion des populations baltes et slaves et leur remplacement par des colons allemands regroupés en communautés agraires.

### 1920-1939: premières mentions

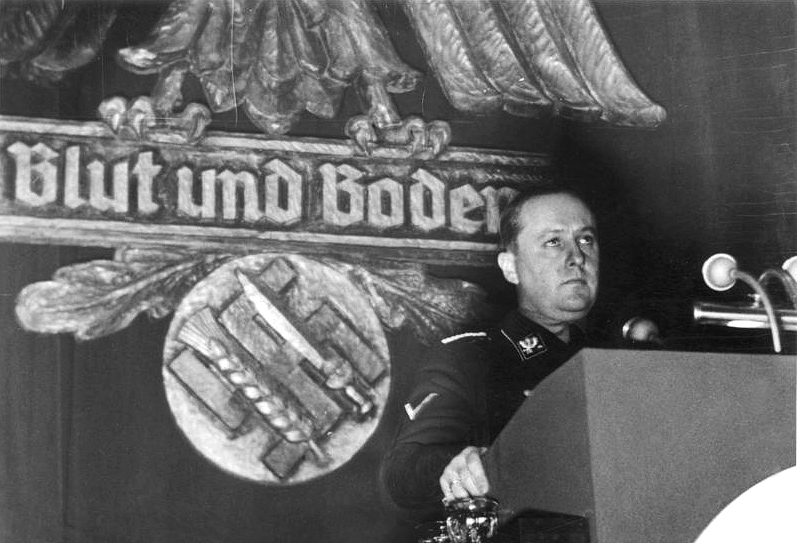
Richard Darré en 1937, au congrès du de.

Durant la période comprise entre les années 1920 et 1939, date de publication des premiers projets précisément élaborés, les responsables nazis demeurent évasifs sur les projets coloniaux qu'ils souhaitent voir menés en Europe orientale.
À partir de 1924, Hitler envisage, dans Mein Kampf, la conquête d'un territoire destiné à faire du Reich une puissance mondiale capable de rivaliser avec la France, le Royaume-Uni, toutes deux appuyées sur leur empire colonial, les États-Unis ou la Russie. Entre 1924 et 1933, Hitler, nourri des ouvrages de Hans Grimm, se désole de l'exiguïté du territoire allemand : selon le futur chancelier, l'exiguïté du territoire allemand empêche toute politique autarcique. D'après Hitler, l'autarcie et l'autosuffisance alimentaire ne sont possibles pour le Reich qu'à la condition de conquérir et de contrôler durablement les territoires européens de la Russie, notamment en y encourageant la colonisation par des paysans allemands.
Richard Darré reprend et approfondit ces projets : ainsi, en 1932, il mentionne l'existence de projets à long terme d'aménagements de l'Est de l'Europe ; puis, lors du congrès annuel du Reichsnährstand de 1936, il mentionne à nouveau ces projets dans son discours.

### 1939-1940: premiers projets
À partir de la conquête de la Pologne, des projets coloniaux et raciaux à court, moyen et long termes sont élaborés pour assurer un contrôle définitif des territoires polonais annexés (Reichsgaue du Wartheland et de Prusse-Occidentale) ou occupés (Gouvernement général de Pologne) par le Reich. Ainsi, dès le 6 octobre 1939, Hitler affiche expressément sa volonté de « réorganiser les relations ethniques en Europe »  et crée par ordonnance le RKFdV. Au printemps 1940, une fois cette structure installée, Konrad Meyer-Hetling propose le premier plan de recomposition ethnique de l'ancien corridor de Dantzig, annexé au Reich à l'automne précédent. Peu de temps auparavant, durant le mois de novembre 1939, un autre projet, nommé « premier Generalplan Ost » par les historiens, est élaboré par la Volksdeutsche Mittelstelle, chargée de l'installation des Volksdeutsche dans le Reich.

Cartographie du Premier Generalplan Ost
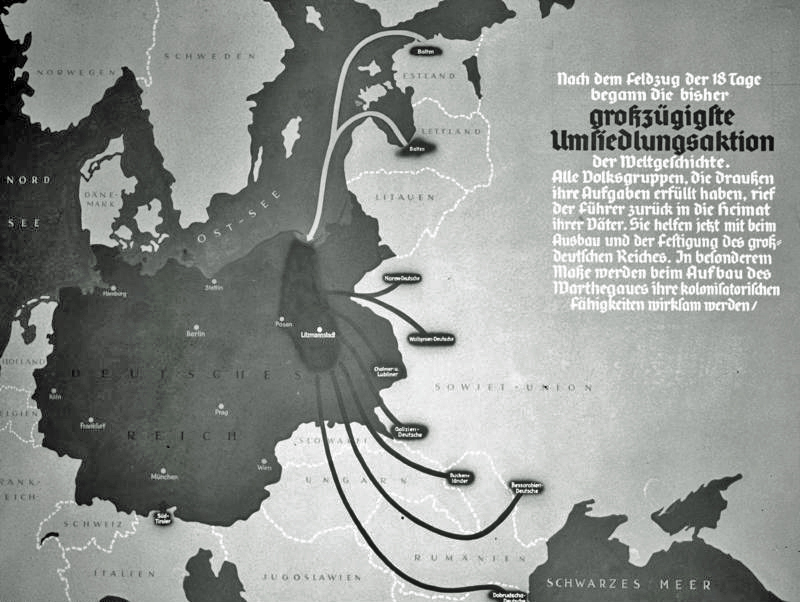
Umsiedlungsaktion : affiche de propagande de 1939 invitant les populations d'origine germanique et vivant en dehors des frontières du Reich à coloniser la région du Gau Wartheland (Bundesarchiv).
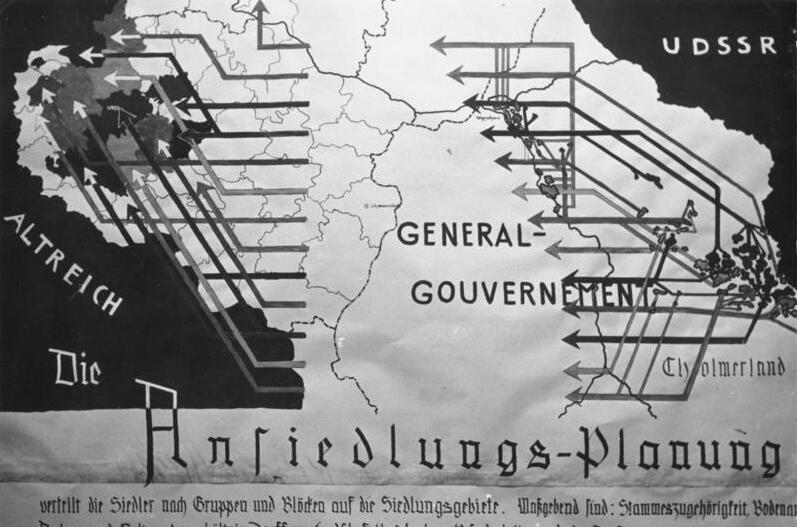
Colonisation dans le Wartheland des minorités allemandes de la Pologne orientale dévolue à l'URSS (Bundesarchiv).
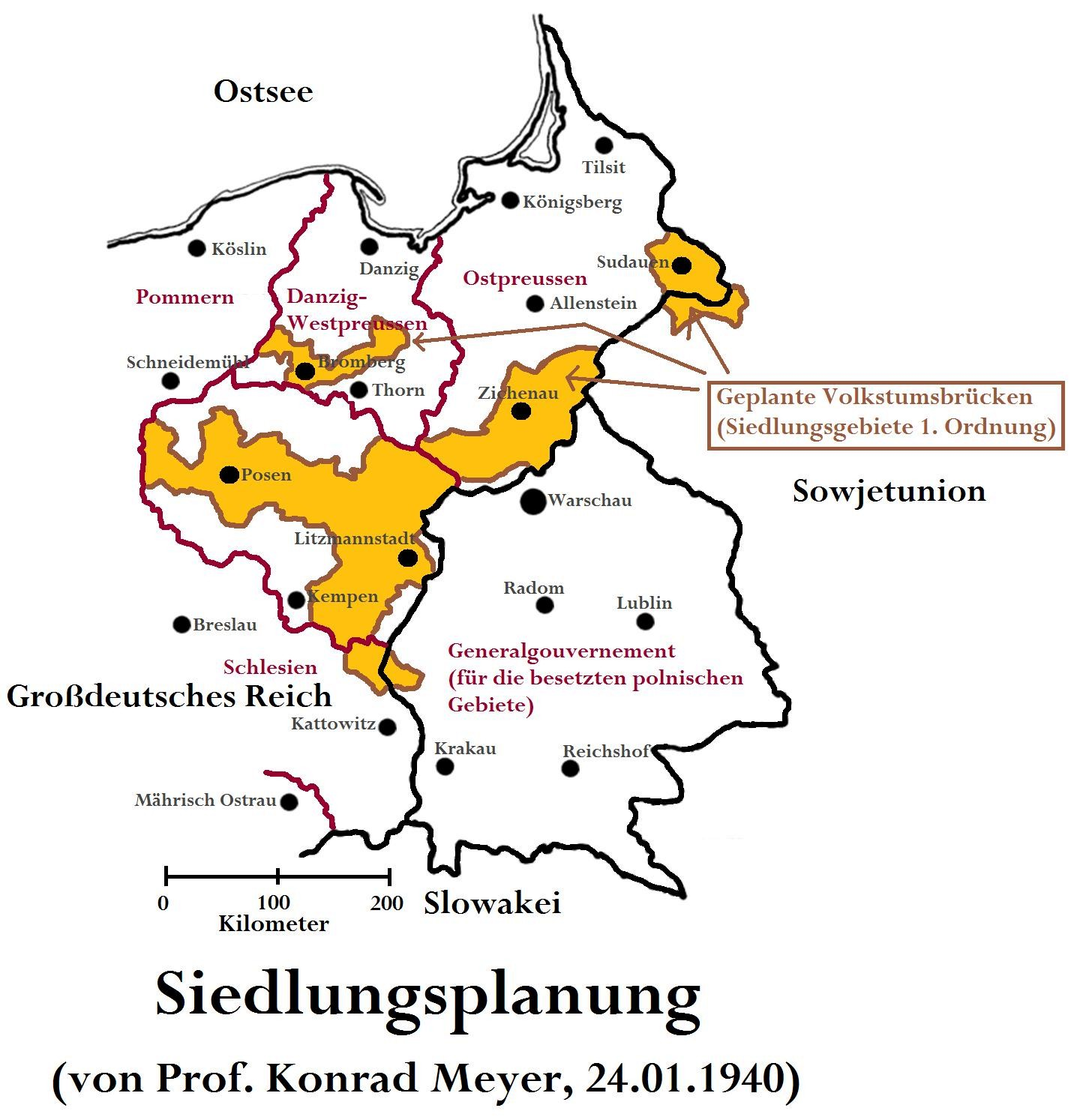
Carte établie par Konrad Meyer le 24 janvier 1940. Le Siedlungsplanung spécifie, selon la richesse des terres agricoles, les régions de Pologne prioritaires pour la colonisation germanique.

Quelques mois plus tard, durant le mois de mai 1940, le Reichskommissariat für die Festigung deutschen Volkstums, le service placé sous la responsabilité de Konrad Meyer-Hetling au sein du RuSHA, aiguillonné notamment par la concurrence de la Volksdeutsche Mittelstelle, élabore un premier projet, limité aux territoires polonais contrôlés par le Reich. Ce projet de colonisation, façonné patiemment et coordonné par Meyer-Hetling, est remis à Himmler le 23 janvier 1940, et prend à ses yeux et à ceux des planificateurs de la SS davantage comme modèle la colonisation du continent nord-américain que le Drang nach Osten médiéval. Dans ce document d'une vingtaine de pages, Konrad Meyer-Hetling détaille les principes que doivent adopter les planificateurs sur le terrain. Ainsi, ce plan prévoit une germanisation rapide des territoires annexés au Reich, aboutissant à rendre majoritaire la population allemande dans les campagnes, notamment par la création de couloirs de peuplement allemand dans le Wartheland et en Prusse-Occidentale. Un second projet est présenté en mai 1940 et se fixe comme objectif de « résoudre la question juive » dans les territoires annexés au Reich, pour pouvoir y installer à leur place des Volksdeutsche de Volhynie et des pays baltes.
Chaque proposition de planification, toujours plus ambitieuse que la précédente, se fonde sur une recherche toujours plus systématique des individus « germanisables » ou « regermanisables ».

### 1941-1942: les projets définitifs

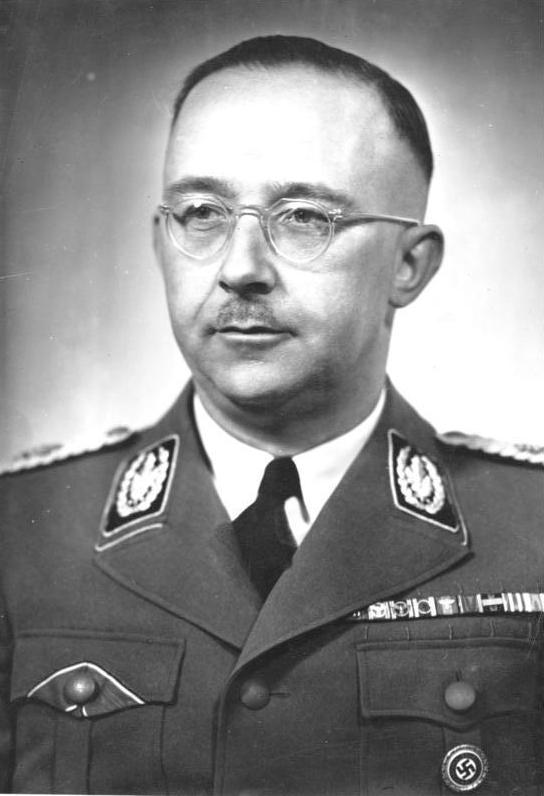
Heinrich Himmler, ici en 1942, ordonne la conception d'un programme de colonisation de la Russie d'Europe.

La phase de préparation de la guerre contre l'Union soviétique crée les conditions de l'extension des projets développés pour la seule Pologne occupée à l'ensemble des territoires à conquérir en Union soviétique. Ainsi, dès le 24 juin 1941, Himmler, commissaire du Reich à la colonisation, confie en personne à Konrad Meyer-Hetling la conception d'une planification démographique et raciale étendue à l'ensemble de l'Europe centrale et orientale. Présenté à Himmler dès le mois de juillet, il est jugé non seulement « dépassé » par Himmler,, mais aussi trop peu ambitieux par Hitler, qui exige l'intégration de l'Ingrie, des pays baltes, de l'Ukraine et de la Crimée.
Au cours de l'automne 1941, d'autres centres de pouvoirs du Reich, aiguillonnés par l'intérêt que manifeste alors Hitler pour la colonisation, proposent eux aussi leur propre planification des territoires conquis sur l'Union soviétique : le ministère des Territoires occupés de l'Est, dont le ministre, Alfred Rosenberg, prétend centraliser l'ensemble des projets coloniaux, y compris ceux du Front du Travail et du RSHA. La production de ces différents plans illustre non seulement la concordance de vues sur les objectifs à long terme, mais des divergences sur les objectifs à court terme, comme l'attestent les critiques détaillées, formulées par le RuSHA, à l'encontre du plan du RSHA, connu uniquement par ces critiques.
Les 27 janvier et 2 février 1942, Himmler ordonne à Meyer-Hertling, dans un contexte marqué par la proposition des organismes nazis concurrents, de lui fournir un projet comparable, d'estimer le coût d'un projet de colonisation d'un espace allant de la mer Noire au cercle polaire et de préparer un nouveau projet : le 28 mai 1942, cette version est présentée à Himmler, qui la considère « très bien dans l'ensemble » ; aux évacuations de grande ampleur, jusqu'alors envisagées, est préférée l'extermination, essentiellement par la famine et les travaux forcés.
Le 12 juin 1942, le projet présenté en mai est officiellement accepté par Himmler, qui le présente à Hitler le 16 juillet suivant. En dépit de cette publicité, Himmler insiste pour que la germanisation de l'Estonie, de la Lettonie et du Gouvernement général de Pologne soit achevée dans les vingt années qui suivent.

### 1943-1944: dernières mentions
Au mois de décembre 1942, puis, dans le premier semestre de l'année 1943, Himmler, responsable de la colonisation, fait améliorer et étendre le projet proposé par Meyer-Hetling, souhaitant le voir intégré dans un projet plus vaste, un Gesamt-Siedlungsplan, comprenant non seulement les projets existants de colonisation et de germanisation en Pologne annexée, mais aussi des ébauches de planification de recomposition raciale et territoriale de la Bohême-Moravie, de l'Alsace-Lorraine et des territoires yougoslaves annexés au Reich en 1941 : cette planification augmente les besoins démographiques nécessaires à la réalisation de ces projets, treize millions de colons étant estimés nécessaires à leur réalisation.
En dépit de cette commande, dès le mois de février 1943, Himmler néglige les courriers adressés par Meyer-Hetling, matérialisant ainsi le retour à la gestion quotidienne du conflit. De plus, les collaborateurs immédiats du Reichsführer bloquent les demandes de précisions de Meyer-Hetling dans les méandres de la bureaucratie de la SS. Dans le même temps, les acteurs chargés du dossier se recrutent au fil des mois dans les rangs de plus en plus subalternes de la SS : ainsi, un sous-officier de la SS, chargé du classement des archives, rédige le 6 janvier 1944, la dernière note du dossier, assurant avoir retrouvé dans les archives de la SS un ensemble de documents préparatoires réalisés lors de la conception des projets de colonisation.

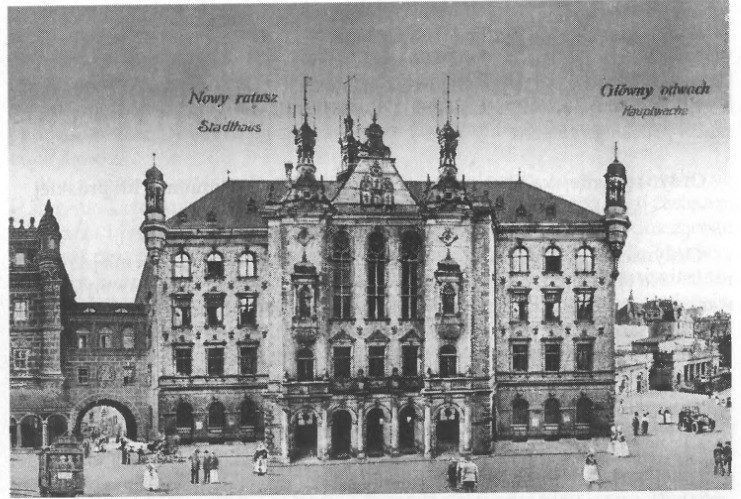
En octobre 1943 guerre mondiale, puis en août 1944 guerre mondiale, Himmler évoque à Posen les projets coloniaux dans l'Est de l'Europe.

Cependant, en octobre 1943, puis quelques mois plus tard, en août 1944, Himmler, en dépit du désintérêt qu'il manifeste pour les projets coloniaux depuis la défaite de Stalingrad, évoque à Posen, devant les Gauleiter réunis en congrès, les projets de recomposition territoriale et ethnique du continent européen. La frontière du Reich doit être repoussée de cinq cents kilomètres vers l'Est, l'Oural devant constituer la frontière orientale du Reich grand-germanique, habité par une population à la densité fluctuante : en octobre 1943, le peuple germanique doit compter 300 millions d'hommes, et en août 1944, le Reich refondé compte « cent vingt millions de Germains ». Enfin, le 3 novembre 1944, lors d'une tournée d'inspection dans l'Ouest du Reich, alors directement menacé par les troupes britanniques, américaines et françaises, Himmler tente de galvaniser la résistance des Gauleiter des régions occidentales du Reich, les plus exposées aux incursions alliées, en évoquant le futur empire mondial allemand que l'issue victorieuse du conflit permettrait de constituer.
Roland Freisler, quant à lui, évoque, dans une plaidoirie prononcée lors de la répression du complot du 20 juillet 1944, une population d'« un milliard d'Allemands » : la Russie d'Europe, dans ce cadre, doit être massivement colonisée et ses populations exterminées,.

## Concepts idéologiques

### LeGeneralplan Ostet l'imaginaire colonial nazi

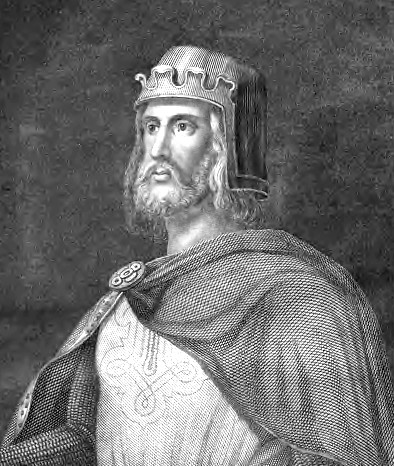
Henri Ier l'Oiseleur encourage la colonisation de territoires situés à l'est de la Germanie.

Conçu pour façonner un empire aussi durable que l'Empire romain, le Generalplan Ost s'inspire des procédés utilisés par les civilisations et les États dont ses concepteurs s'affirment les continuateurs : le modèle grec en général et spartiate en particulier, l'héritage romain et le Drang nach Osten médiéval constituent des modèles coloniaux auxquels le Generalplan Ost se rattache. Ainsi, lors de la mise en forme des premiers projets de réorganisation de l'Est du continent, les planificateurs nazis affirment se placer dans la continuité de la colonisation germanique en Europe centrale et orientale. De plus, souhaitant mettre leurs pas dans les traces laissées par la colonisation romaine, et dans celles laissées par le roi de Germanie Henri l'Oiseleur ou encore du duc de Saxe Henri le Lion, Hitler comme Himmler placent les projets coloniaux est-européens dans une longue durée germanique,.
Le choix des termes employés trahit cette double influence, antique et médiévale. Le modèle agraire grec est volontiers mis en avant : Himmler et d'autres officiers supérieurs de la SS choisissent leurs mots avec soin pour désigner la main-d’œuvre forcée à travailler dans le cadre des projets de restructuration spatiale. En juin 1942, Himmler privilégie le terme d'esclave, chargé d'un imaginaire remontant à l'Antiquité, à celui de travailleur forcé, plus technocratique. De même, les mots désignant le mode d'attribution des terres agricoles sont directement issus du droit médiéval : les terres coloniales, des tenures, sont attribuées à titre provisoire en fief, que le suzerain, en l’occurrence le Reichsführer-SS, commissaire pour le renforcement de la germanité, peut attribuer ou retirer à sa guise. Enfin, Himmler envisage d'intégrer au Reich les premiers territoires prévus pour la germanisation, l'Ingrie, l'Ukraine et la Crimée sous la forme de marches militaires, régions confiées à un fonctionnaire cumulant les fonctions civiles et militaires ; ces circonscriptions doivent être peuplées des vétérans SS ayant reçu une instruction agricole.
Hitler, Heydrich, et d'autres, préfèrent se placer expressément dans la filiation spartiate. Dès 1937, un officier supérieur SS explique à Eugen Kogon sa vision de ce que doit être la société national-socialiste, telle que la souhaite la SS : une aristocratie raciale nordique restreinte dominant 350 000 hilotes répartis, ou non, en deux castes, la première composée des éléments non nordiques du peuple allemand, soumise aux ordres de l'aristocratie nordique constituée par SS, la seconde constituée de Slaves. De la colonisation grecque, Hitler, comme les concepteurs du Generalplan Ost, retiennent aussi les procédés architecturaux : aux yeux de Hitler, les Grecs de Sicile et d'Italie n'ont pas développé de style architectural propre et se sont contentés de reproduire les formes architecturales de leur patrie d'origine. L'Empire romain, concepteur d'un vaste réseau routier, constitue le second modèle pour l'édification d'un empire durable. En effet, expression de la volonté de puissance politique, la route constitue non seulement le vecteur de la romanité, selon Hitler, mais aussi la base de toute construction impériale, comme le rappelle Fritz Todt en 1937. Les infrastructures romaines sont loin de constituer la seule source d'inspiration puisée dans l'Antiquité romaine par les concepteurs et les planificateurs du Generalplan Ost, puisque le rite romain du Ver sacrum, préalable à l'installation coloniale en elle-même, est utilisé par les idéologues de la SS.
Himmler, auquel le Generalplan Ost est dans un premier temps destiné, ne se limite pas à la mise en place d'un droit directement inspiré du droit médiéval, mais trouve également dans la période médiévale de nombreux modèles. Les Varègues, le roi de Germanie Henri l'Oiseleur, le duc de Saxe Henri le Lion, cousin de Frédéric Barberousse, sont invoqués au sein de la SS, permettant ainsi une filiation avec le Drang nach Osten médiéval. Mais, l'ordre Teutonique constitue le principal modèle colonial mis en avant par Himmler, tout en donnant un espace d'expansion géographique à la constitution du Reich grand-germanique souhaité par Himmler.

### L'Est, espace fantasmé
Dès la mise en place définitive de l'idéologie nazie, à la fin des années 1920, l'Est de l'Europe constitue pour Hitler un espace à conquérir et à coloniser. Subissant l'influence de Hitler, Himmler et les SS éprouvent pour les territoires russes et polonais un attrait renforcé, mêlé à une forme de répulsion.
En effet, les principaux responsables nazis évoquent cette région du monde, l'Est du continent européen, comme une promesse d'avenir radieux, là où les Allemands, « ce peuple sans espace », doit trouver les moyens de faire face aux problèmes que rencontre le Reich,. Ainsi, lors du congrès du Front du Travail, en 1936, Hitler évoque les possibilités permises par une expansion du Reich jusqu'à l'Oural. En août 1941, une fois la guerre à l'Est déclenchée, Hitler expose devant ses proches sa vision des territoires conquis, les considérant comme « notre Inde à venir », un territoire à exploiter sans limites, gage de prospérité pour le Reich et ses habitants ; à la fin du conflit, le 7 février 1945, Hitler évoque, devant Bormann, la nécessité de diriger l'excédent de population du Reich vers l'Est de l'Europe pour la réalisation de vastes projets coloniaux.

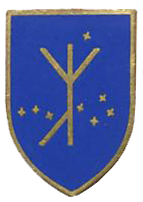
La ligue d'Artam influence l'imaginaire colonial de la SS.

Promoteurs des projets coloniaux les plus vastes, les dirigeants de la SS se trouvent donc les premiers à développer leur vision du futur des espaces est-européens, une fois la conquête proprement dite achevée. Ainsi, Himmler, le premier, se montre intéressé par la mise en œuvre de projets planifiés dans l'Est du continent européen, « l'Est magnifique », région mythique, espace sacré, promis à la colonisation. Membre de la ligue d'Artam, partisan d'une expansion allemande dans l'Est du continent européen et fortement influencé par les publications et les conférences de Rüdiger von der Goltz, chef des corps francs allemands engagés dans la Baltique, il est favorable à des projets de colonisation agraire, sur des terroirs conquis par des paysans soldats germaniques-nordiques sur des populations orientales, asiatiques, perpétuelles menaces pour le Reich. Cependant, cette colonisation doit se faire selon des modalités précises, autorisant une tabula rasa, afin de permettre la reconquête de ces territoires, pour construire une nouvelle société basée sur le déterminisme racial. Ainsi, comme l'affirme Himmler, le 21 décembre 1942, le paysage de steppe de l'Europe orientale serait la conséquence de l'exploitation qui en a été faite par les populations non germaniques, basée sur la prédation de chasseurs nomades, tandis que le paysage germanique antérieur à l'occupation slave se serait caractérisé par une occupation sédentaire et agricole.
L'Est de l'Europe n'est pas uniquement synonyme d'avenir radieux, il est aussi le lieu de l'accomplissement du devoir : la colonisation de l'Est du continent européen relève, aux yeux des SS et de leurs planificateurs, d'une obligation envers les ancêtres et leurs réalisations comme d'une responsabilité envers le peuple allemand et son avenir. En effet, c'est d'abord un espace qu'il est nécessaire de sécuriser contre les invasions asiatiques. Selon les idéologues du nazisme, Hitler, Rosenberg, Himmler, c'est de l'Est de l'Europe, voie de passage obligé pour les envahisseurs asiatiques, que surgissent les hordes sauvages des Huns, Magyars et Mongols, souhaitant ruiner la civilisation européenne, mais c'est aussi un espace pétri par le souvenir d'une forte présence germanique, présence que Himmler considère bénéfique pour le sol et protectrice pour les Hommes. De plus, l'Est de l'Europe est également perçu comme un espace sale et propice à l'extension des menaces microbiennes, auxquelles les Allemands, dépositaires et praticiens des méthodes héritées de Robert Koch, ne sont plus habitués.

## Les grandes lignes du schéma directeur pour l'Est
Dans un contexte de fascination des cadres nazis pour l'Est de l'Europe, « notre Inde à venir », selon le mot de Goebbels, des projets de recomposition ethnique, raciale et territoriale sont élaborés par la SS, sous la responsabilité de Himmler, commissaire du Reich à la consolidation de la nation allemande.

### Les territoires concernés
Territoire aux contours flous et lieu d'expérimentations, l'Est de l'Europe constitue l'objet de toutes les convoitises de Hitler, Himmler et Goebbels. Au fil des conquêtes allemandes en Europe centrale et orientale, le périmètre des régions concernées par le Generalplan Ost a été fluctuant, mais a globalement connu une forte dilatation, sous l'influence de Hitler et de Himmler.
Dans un premier temps, à la fin de l'année 1939 et au début de l'année 1940, les projets sont limités aux régions polonaises annexées par le Reich lors du partage de 1939 : le corridor de Dantzig et la Posnanie, réorganisés en deux Reischgaue, le Wartheland et Dantzig-Prusse-Occidentale.
Le projet commandé par Himmler le 24 juin 1941 intègre aux projets précédents le Gouvernement général de Pologne, les territoires soviétiques frontaliers, puis, à la demande de Hitler, le 16 juillet, le lendemain de la présentation de la commande du mois précédent, une extension des zones concernées est programmée, incluant les Pays baltes, l'Ingrie, l'Ukraine et la Crimée.
La version proposée en mai 1942 définit une aire d'application sans commune mesure avec les propositions antérieures, mais fait preuve d'un certain sens du « réalisme » : trois marches doivent être établies en Ingrie, en Lituanie et en Crimée, situés à distance respectueuse de l'Oural et de l'Asie, tandis que 36 points d'appui seraient installés le long des voies de communications entre ces régions et le Reich.
En dépit de cette extension constante des territoires concernés par les projets de planification nazis, ceux-ci sont néanmoins finis et bornés dans l'espace, la zone frontière correspondant à la zone d'extension du hêtre, c'est-à-dire, selon les géographes nazis, la limite orientale extrême du climat océanique dans l'Est de l'Europe.

### De vastes mouvements de populations
Dès les premières ébauches, les projets des aménageurs nazis sont destinés à « réorganiser les relations ethniques en Europe à l'aide de déplacements de populations » ; dans ce cadre, de vastes transferts forcés de populations sont prévus par les planificateurs nazis.
Afin de permettre non seulement la conquête, mais aussi le contrôle et la germanisation durable des territoires, tous les experts nazis, influencés par les prises de position précoces de Hitler sur la question, s'accordent sur la nécessité d'expulser une part importante de la population vivant sur les territoires destinés à être colonisés par les Allemands, les populations non expulsées devant être employées comme main-d’œuvre servile dans les exploitations agricoles réorganisées. Ce « refoulement spatial » doit s'appliquer à près de 35 millions d'individus. De plus, considérant les Slaves comme une masse servile, dont l'importance doit être régulée en fonction des besoins coloniaux du Reich, les planificateurs nazis ne prennent pas en compte les besoins des Slaves expulsés dans un premier temps hors des espaces destinés à la colonisation.
Ainsi, dans le projet remis à Himmler le 15 juillet 1941, il est prévu d'expulser 85 % de la population polonaise, puis 64 % de la population ukrainienne et 75 % de la population biélorusse. En 1942, Himmler reprend à son compte ces programmes massifs d'expulsions des populations racialement indésirables. Dans ce cadre, les experts nazis envisagent d'expulser ou d'exterminer entre 30 et 70 millions de personnes : en décembre 1942, Hans Ehlich, le chef du bureau III B du RSHA, responsable à ce titre de l'élaboration du Generalplan Ost, prévoit l'expulsion ou l'extermination de 70 millions de personnes habitant sur les territoires concernés, préalable à la réalisation de l'« utopie raciale » nazie ; le sort des expulsés n'intéresse pas les acteurs de ce plan massif de déplacement de populations.
Les projets proposés à Himmler au mois de mai 1942 ne suggèrent plus une extermination pure et simple des populations non germaniques : Meyer-Hetling se montre partisan d'une « décimation » de la population urbaine, par le travail ou la famine, notamment avec le plan Famine. Parallèlement, les concepteurs des projets coloniaux établissent des projets visant à l'extermination de 21 316 000 individus. De même, Himmler se désintéresse du sort des populations écartées par la mise en œuvre des projets de recomposition raciale de l'Est du continent européen, mais il n'envisage pas d'extermination systématique de la population slave, promise à la disette et à la famine, mais pas à l'éradication complète.
Ces expulsions et ce projet exterminateur sont motivées par le refus de suivre le modèle de germanisation du Reich bismarckien, défini par Hitler comme « l'apprentissage forcé et artificiel de la langue allemande ». En effet, le sol, conquis et cultivé depuis des temps immémoriaux par les populations germaniques, doit seul être reconquis, les populations non-germaniques s'y étant installées doivent être expulsées. Ces expulsions ne suscitent aucun débat entre les principaux concepteurs des diverses moutures du Generalplan Ost, qui s'accordent néanmoins sur le fait que ces « évacuations » sont susceptibles d'entraîner la mort pour des populations entières : l'extermination de masse des Polonais est ainsi sérieusement envisagée par les planificateurs nazis.
Une fois les populations slaves évacuées, réduites en esclavage ou mortes de faim et la frontière repoussée de mille kilomètres vers l'Est, est planifiée l'installation de dix millions de colons allemands, « transplantés », sur une période d'une durée de vingt à trente ans, permettant, sur le modèle de la conquête de l'Ouest, l'éviction des Slaves, considérés comme inférieurs, au profit de populations germaniques.

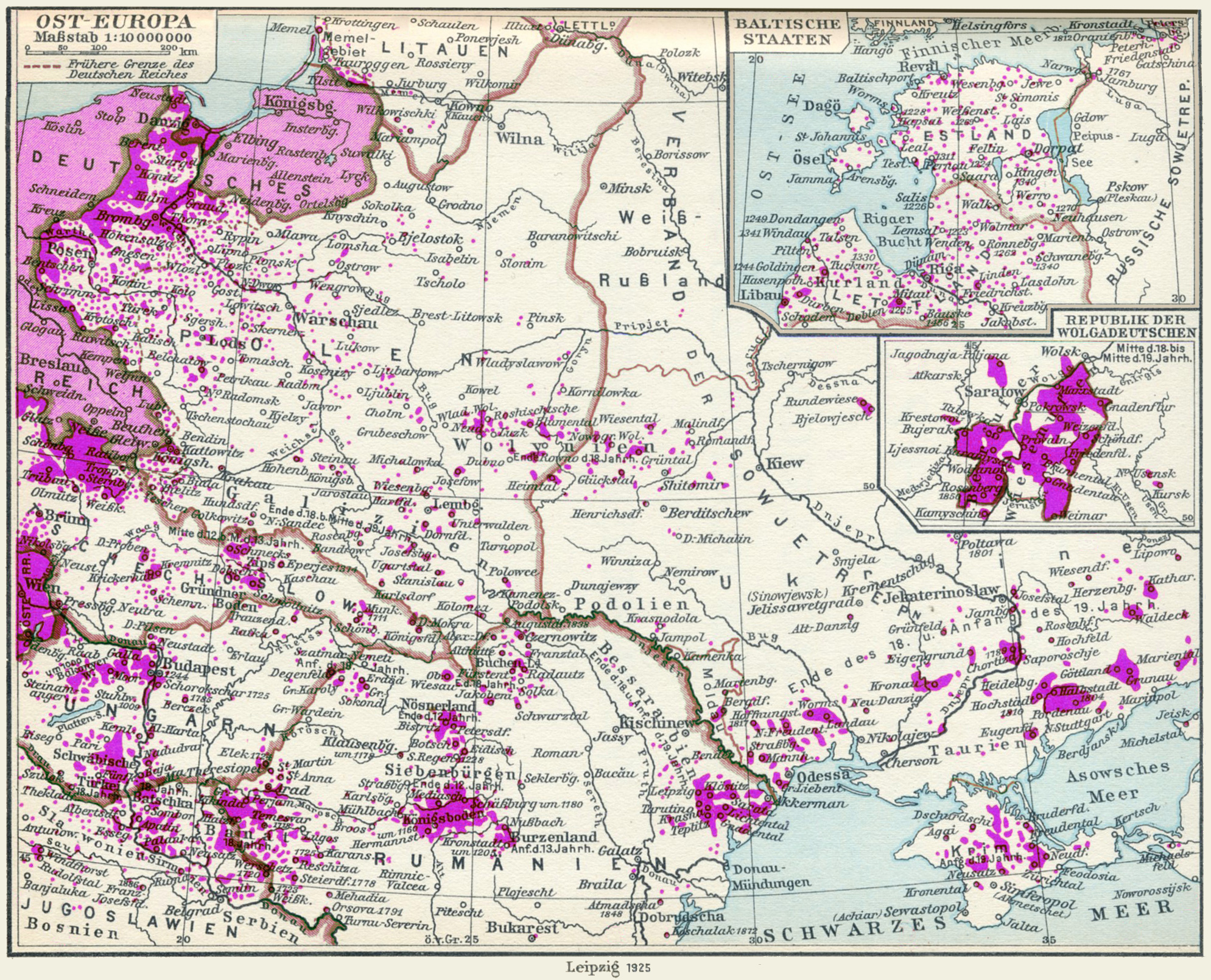
Répartition des de dans l'Est de Europe sur une carte en langue allemande de 1925.

Devant l'importance des besoins démographiques pour la réalisation des projets de colonisation dans l'Est de l'Europe, les experts agraires de la SS préconisent la réalisation d'une réforme agraire dans le Reich, notamment dans le Pays de Bade et dans le Würtemberg, afin de dégager un excédent démographique qui serait envoyé coloniser les régions à germaniser. Puis, pour faire face aux besoins humains pharaoniques nécessaires pour les projets de colonisation, les planificateurs SS incluent dans leurs projets démographiques les Volksdeutsche rapatriés dans le Reich puis les dépositaires de « Sang allemand capté » débusqués sur place. Traités comme un matériau façonnable et ordonnable à volonté, les Volksdeutsche sont déplacés sur des distances parfois importantes, de camp de transit en camp de transit, ou, comme à Zamość, constituent des communautés d'« étrangers à l'étranger », selon le mot d'Édouard Conte : dans un village de la région de Zamość, vidé de ses habitants juifs et slaves, puis repeuplé avec des Volksdeutsche, on recense une famille originaire de Serbie, douze autres de Bessarabie, neuf de Russie, neuf de Croatie et douze de Pologne, ne se comprenant vraisemblablement pas entre eux.
L'excédent démographique serait dirigé en fonction du lieu d'origine des colons. En 1942, la SS affirme souhaiter utiliser les capacités des colons en fonction de leur origine géographique. Himmler définit trois types de paysages, qu'il entend peupler avec des groupes humains de différentes origines : les colons originaires de la plaine du Nord du Reich sont destinés à occuper les territoires du Wartheland et du bassin de la Vistule, les Allemands originaires de l'Allemagne médiane pourront s'installer dans des régions aux paysages comparables, tandis que les Allemands du Sud, supposés familiers des contraintes spécifiques des paysages de montagnes, devront occuper et mettre en valeur des paysages coloniaux comparables.
À ces colons allemands, rendus disponibles par une refonte de la propriété agricole dans le Reich ; à ces Volksdeutsche s'ajoutent un million de ressortissants des pays germaniques et 200 000 Allemands d'outre-mer, selon une note de Meyer-Hetling datant de la fin de l'année 1942. Selon la version proposée en mai 1942, les planificateurs fixent les besoins démographiques pour réaliser ce projet à 4,85 millions de colons, devant être choisis selon les techniques de sélection de la SS, ainsi que les dépositaires de « sang germanique » repérés parmi les peuples de l'Est de l'Europe.
Ces familles déplacées pour coloniser les plaines polonaises et russes vivraient dans un premier temps selon un cadre juridique particulier : le sol est attribué au colon sous la forme d'une tenure temporaire, destinée à évoluer en fief héréditaire. En effet, pourvu par le Reich d'une terre à cultiver, le colon contracte une dette envers le Reich et le peuple, une Siedlungsschuld, une « dette de colonisation », qu'il est tenu de rembourser en cultivant sa terre et en se dotant d'une famille nombreuse, comptant quatre enfants au minimum.
Une fois ces transferts effectués et les objectifs assignés au Plan réalisés, les densités de population dans les régions réaménagées doivent être de 100 habitants au km2 selon les projets limités à la seule Pologne contrôlée par le Reich, puis, une fois les territoires soviétiques intégrés dans la planification, de 80 hab/km2.
Enfin, les espaces repeuplés sont destinés à être peuplés par des populations fixes, liées à un fief, comme tend à le montrer l'ameublement des maisons, solidement fixé au sol, relié à la maison dans laquelle ces meubles sont positionnés.
De plus, selon une perspective géostratégique, les espaces reconquis et repeuplés par des paysans-soldats allemands doivent aussi constituer une marche contre l'Asie, perçue comme menaçante. Ces soldats-paysans sont destinés, selon Heydrich, à être à la fois des colons intégrés dans un front pionnier et un rempart, symbolisés par l'emploi du soc de la charrue et de l'épée, sur de nombreuses publications de la SS.

### Aspects économiques
Ces projets pharaoniques d'aménagement de l'Est du continent européen ne répondent pas uniquement à des objectifs raciaux, mais poursuivent aussi des buts d'autarcie économique du Reich grand-germanique, affirmés dès 1933. Comme le mentionne un proche de Hans Frank en Pologne, les projets de Meyer répondent aussi à des impératifs économiques, mis en lumière par les propagandistes du RuSHA.
Tout d'abord, la colonisation planifiée de l'Est de l'Europe doit permettre une hausse du niveau de vie des colons allemands installés en Pologne et en Russie et des Allemands du Reich. Dans ce cadre, la politique agraire dans le Reich, liée à un remembrement systématique aboutissant à la suppression des petites propriétés agricoles, doit permettre la constitution d'excédents démographiques utilisés par la suite pour le peuplement du Lebensraum. Les experts du ministère de l'Agriculture du Reich établissent ainsi un recensement précis des fermes et de leur viabilité et souhaitent que toutes les fermes assurant un revenu annuel inférieur à 3 000 Reichsmarks soient remembrées et leurs propriétaires dirigés vers les espaces de colonisation. Ces projets de remembrement doivent assurer aux populations germaniques une indépendance alimentaire, mais doivent cependant être appliqués avec souplesse afin de donner au Reich les moyens de l'optimisation financière de son empire. En outre, au départ destiné à peupler des régions agraires, le Generalplan Ost prévoit une efficience dans la gestion du mode de vie des colons : les intérieurs de leurs logements sont conçus afin de permettre une économie de gestes et de mouvements, tandis que bêtes et hommes sont strictement séparés dans les lieux d'habitation.

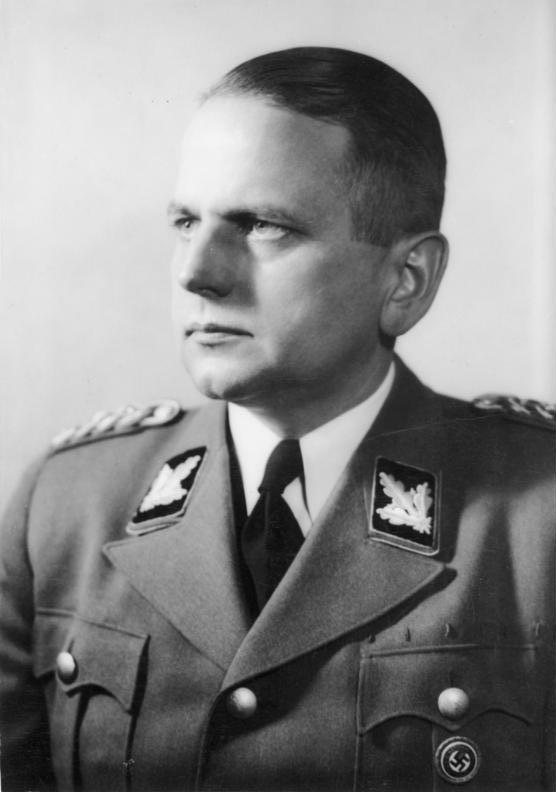
Otto Ohlendorf, ici en novembre 1943 guerre mondiale demeure réservé sur le financement des infrastructures planifiées.

La politique agraire ne constitue qu'un aspect de la planification du réaménagement de l'Est de l'Europe. En effet, les projets d'aménagement de l'Est du continent européen ne peuvent être réalisés sans de vastes investissements publics dirigés vers l'Est. Meyer les chiffre à 40 milliards de Reichsmarks, puis, sur l'insistance de Himmler, à 67 milliards de Reichsmarks. Ces coûts sont calculés sur la base d'un investissement pour 1 km2 d'un demi-million de Reichsmarks, soit 6 250 Reichsmarks par habitant ; au total, l'État en financerait 15,67 milliards de Reichsmarks, utilisés pour les infrastructures, les routes, les forêts et l'urbanisation. À cet investissement public s'ajoute la multiplicité des financements de diverses origines : 4,7 milliards de Reichsmarks seraient financés par le commissariat du Reich à la défense de l'ethnie allemande, les autorités locales en financeraient 3 milliards et la Reichsbahn devrait financer les infrastructures ferroviaires à hauteur de 1,5 milliard de Reichmarks, les 20 milliards restant du plan de financement de Meyer-Hetling étant en réalité des investissements privés. Pour faire face à ces besoins, les projets initiés en 1941 en Pologne sont financés par des entreprises SS de ventes de services et de matériaux aux colons et aux Volksdeutsche. Ainsi, les Volksdeutsche installés dans le district de Lublin bénéficient de l'existence d'une entreprise de vente de produits ménagers mise sur pied par Odilo Globocnik. Ces vastes investissements suscitent néanmoins de fortes réserves, notamment d'Otto Ohlendorf, ces dernières étant connues par l'exposé des critiques qu'il a formulées en 1941 puis en 1942 et qu'il a rappelées lors de ses procès après la guerre.
Ces vastes investissements publics doivent permettre la mise en place de vastes infrastructures de transports financées par le Reich. Ces dernières sont censées fournir, selon Meyer-Hetling, les conditions de la durée de la nouvelle implantation germanique dans l'Est du continent européen. Dès la mise en place des premières infrastructures routières dans les années 1930, les ingénieurs à l'origine de la conception du réseau routier mis en place par le régime nazi insistent sur leur orientation, vers l'Est, espace à reconquérir pour les Allemands. Ces infrastructures routières doivent être utilisées non seulement pour la conquête, mais aussi pour permettre la diffusion de la civilisation nordique dans les territoires conquis. Les routes, notamment, doivent être les premières à être mises en place dans le cadre de la restructuration spatiale de l'Est du continent européen : à ce titre, le budget alloué à leur construction s'élève à 1,2 milliard de Reichsmarks, afin de permettre la construction des lignes ferroviaires à grande vitesse planifiées par Meyer-Hetling. Enfin, relier des régions destinées à la colonisation définit aussi la localisation des espaces à aménager et à défendre en priorité : ainsi, le district de Zamość est choisi aussi en raison de sa situation dans la future carte des voies de communications mises en place lors de la réalisation des premières phases du plan de colonisation, des routes devant relier la Crimée à l'Ingrie.

### Un nouvel Eden
Une fois les territoires évacués de leurs populations indésirables, les responsables nazis aspirent à la mise en place d'une société apaisée, sans conflits internes et externes, les indésirables ayant été impitoyablement écartés.
Très rapidement, les projets de recomposition ethnique et raciale de l'Est du continent européen s'accompagnent de réflexions sur la société idéale, basée sur le déterminisme racial. Ainsi, Konrad Meyer-Hetling se montre partisan de la mise en place d'une société comparable à celle de la Bavière ou du Hanovre : la société souhaitée par la SS, permise par la réorganisation sociale de grande ampleur que constitue aussi le Generalplan Ost est divisée en un tiers de paysans, un tiers d'artisans et d'ouvriers et un tiers de la population active travaillant dans les services. La société nationale-socialiste, destinée à naître du Generalplan Ost, doit imposer une stricte ségrégation entre Allemands d'une part, Polonais, Russes et Juifs de l'autre. Ainsi, le projet présenté par Konrad Meyer-Hetling en mai 1940 propose la mise en place, le long de la frontière du Reich avec le Gouvernement général de Pologne d'un front pionnier, composé de communautés agricoles, destinées à séparer les villes peuplées de Polonais du Gouvernement général. Ce front pionnier, à la fois mur et pont, doit isoler et réduire par attrition les îlots de peuplement polonais laissés en arrière. De même, en 1942, la société nationale-socialiste idéale, telle qu'elle est présentée par les responsables de l'élaboration du Generalplan Ost, ne doit pas comporter de représentants des « ethnies indésirables », seuls les peuples germano-nordiques peuvent prétendre à rester sur place.
Cette société idéale doit évoluer dans des paysages réaménagés conformément aux principes nationaux-socialistes. Ainsi, fidèles aux conceptions de Hitler (qui affirme, dès 1933, que « seul le sol doit être germanisé ») toutes les versions du plan général pour l'Est proposent une recomposition des territoires et des terroirs, afin de rendre la terre habitable pour les Allemands. Ainsi, le projet proposé en 1939 (limité à la seule Pologne sous contrôle allemand) propose la mise en place d'une société idéale, hiérarchisée, harmonieuse et exempte de conflits. Établis sur une tabula rasa, donc sans tenir compte des infrastructures déjà présentes, les différents projets doivent tous aboutir à la réalisation de la Volksgemeinschaft national-socialiste, dans un cadre naturel modifié pour les besoins de la colonisation. Ainsi, des plans urbains de village-rue sont conçus, au sein duquel l'ensemble des fonctions sociales et partisanes sont représentées : la mairie, la maison du Parti, celle des organisations satellites ; autour de ces édifices publics, les commerces, les échoppes des artisans et les maisons particulières doivent s'agencer de façon harmonieuse, tandis que la gare participe à la mise en œuvre pratique de la théorie des lieux centraux. Ainsi, la ville d'Auschwitz, à proximité du camp doit en être le modèle : confié à l'architecte SS Lothar Hartjenstein, le projet de refondation urbaine de ce centre névralgique de la colonisation orientale ne dépasse cependant pas le stade de la planche à dessins. À ce paysage urbain idyllique s'ajoutent de vastes projets agraires, basés sur un remembrement des terroirs et des propriétés. En effet, les différents projets, et plus spécialement celui élaboré en 1940 pour la seule Pologne contrôlée par le Reich, insistent tous sur la nécessaire refonte des terroirs agricoles. Trois types de propriétés doivent se répartir le terroir : la Großhufe, réservée aux vétérans SS et aux chefs de village, est une exploitation d'une superficie comprise entre 50 et 200 hectares, mise en valeur par des ouvriers agricoles allemands, la Hufe d'une vingtaine d'hectares, suffisante pour faire vivre une famille nombreuse, puis la petite propriété, de 3 hectares, réservée aux artisans des villes et aux ouvriers agricoles. La version de 1942 prévoit de déplacer 220 000 familles d'agriculteurs allemands, rendues disponibles par la réalisation des projets agraires dans le Reich, vers les territoires à coloniser à l'Est, sur des exploitations dont la superficie serait majoritairement comprise entre 40 et 100 hectares. Cette recomposition des finages s'accompagne aussi d'une modernisation et d'une mécanisation accrue de l'agriculture, afin de réaliser la synthèse entre l'héritage des ancêtres et la modernité, rendue possible par la planification. De plus, souhaitant recréer des paysages les plus proches possible de ceux du Reich, les planificateurs du Reich se proposent de mettre en production des terroirs proches de ceux du Reich, à l'intérieur desquels le climat est adouci pour le plus grand profit des colons qui y sont installés. Ainsi, Himmler souhaite la mise en œuvre d'une transformation radicale des paysages de l'Est de l'Europe, respectueuse de la nature, mais au service du peuple nordique. Ce travail sur le paysage s'accompagne d'une recomposition spatiale de grande ampleur. Cette redéfinition de l'espace vise à donner aux territoires orientaux conquis par le Reich un aspect familier, afin de donner aux colons un sentiment de patrie et de leur éviter un processus de déculturation. Ainsi, la SS, à l'origine du projet, et Himmler davantage encore, insistent sur la vocation paysagère des projets élaborés pour l'Est du continent européen : en décembre 1942, Himmler ordonne la mise en place d'une planification de la transformation du paysage dans le but d'en faire une nouvelle patrie pour les colons appelés à s'y installer. Hitler appelle de ses vœux une architecture rappelant le Reich, selon lui sur le modèle des cités grecques de Sicile et d'Italie.

Walter Christaller fournit un modèle pour la planification territoriale nazie.

Cette nouvelle société n'est possible, aux yeux de ses promoteurs, que si elle induit une recomposition raciale et biologique de grande ampleur, permise par la mise en place d'un programme génocidaire, lui aussi de grande ampleur. Cette recomposition raciale se traduit par une recomposition spatiale des territoires promis à la germanisation ; les concepteurs du plan prévoient, dans toutes les ébauches proposées au fil du temps, la constitution de cordons sanitaires, de routes et de ponts de peuplement, destinés à isoler les unes des autres les populations non germaniques, réputées sales et vectrices de maladies, habitant les territoires concernés par les projets de recomposition démographique. Dans ce cadre, les isolats allemands au milieu des populations slaves sont destinés, dans un premier temps, à devenir des points d'appui, puis, dans un second temps, à s'étendre, puis à être reliés les uns aux autres, constituant ainsi une sorte de cordon sanitaire. Ainsi, tandis que l'autoroute devant relier Berlin à Posen, récemment annexée, est en chantier, de vastes projets d'infrastructure de communication moderne, autoroutes et lignes ferroviaires à grande vitesse, sont projetés sur les territoires à mettre en valeur, notamment pour relier entre eux et au Reich les territoires les plus rapidement germanisés, la Crimée, l'Ingrie et la Lituanie. Ces infrastructures, d'un coût global de plus de 1,2 milliard de Reichsmarks, sont destinées à relier un réseau urbain hiérarchisé composé d'agglomérations de tailles préétablies (500 pour un village, 5 000 habitants pour un gros bourg, 50 000 habitants pour la capitale d'un Gau). Mais, devant la masse d'hommes nécessaire pour la réalisation de ce plan, les concepteurs se résignent à limiter l'installation de colons allemands et germaniques sur des territoires plus réduits, organisés selon le modèle de Walter Christaller, même si Himmler appelle de ses vœux un regain de la natalité, en rappelant, par exemple, que Bach et Wagner étaient, respectivement les treizième et sixième enfant de leurs parents, tandis que les planificateurs SS établissent leurs projets en se basant sur une forte natalité, conditionnent le statut du colon au nombre de ses enfants ou, sur le modèle de la SS, proposent la mise en place d'un impôt spécial pour toutes les familles comptant moins de quatre enfants. La mise en place de cette politique nataliste incite Hitler à annoncer la constitution d'un empire dans lequel résideraient cent millions de Germains à court terme, deux cent cinquante millions à moyen terme, tandis que Roland Freisler mentionne en 1944 un empire peuplé d'un milliard de Germains au bout de 250 ans.

## Des plans à la réalité: les réalisations dans le cadre duGeneralplan Ost
La réalisation de ces projets pharaoniques est impossible sans l'emploi massif d'une importante main-d’œuvre servile rassemblée dans les camps. Cependant, en dépit de la décision de Hitler du 13 janvier 1943 de repousser la réalisation des vastes projets coloniaux contenus dans le Generalplan Ost après la fin du conflit, certains essais sont tentés, en Crimée, en Ukraine et en Pologne. Ainsi, dans le courant de l'année 1942, différents projets connaissent une concrétisation plus ou moins avancée, puis, sous la pression de l'Armée rouge et, parfois, des résistances locales, ces projets sont tous abandonnés entre l'automne 1943 et l'été 1944.

### De gigantesques besoins en main d’œuvre
Le gigantisme des projets de recomposition territoriale de l'Est du continent européen implique la mise à disposition de la SS d'une importante main-d’œuvre. Rapidement, Meyer-Hetling en prend conscience et Himmler, chargé de la mise en application des projets coloniaux et européens, ordonne, dès l'automne 1941, la constitution de camps de base pour cette main-d’œuvre servile.
Comme l'annonce Himmler de façon sibylline au service responsable des camps de concentration en janvier 1942, la mission des camps de concentration est appelée à connaître une modification importante. Les besoins en main-d’œuvre pour la réalisation des projets orientaux sont, cependant, déjà connus depuis plusieurs mois : Konrad Meyer-Hetling fixe ces besoins dans une fourchette comprise entre 400 000 et 800 000 travailleurs, dont 175 000 travailleurs forcés.
Pour répondre aux impératifs de cette nouvelle mission, les services économiques de la SS ordonnent la construction de deux nouveaux camps, un premier à Majdanek, afin de réaliser les projets planifiés dans le district de Lublin et un second à Birkenau, à proximité d'Auschwitz, destinés à accueillir 50 000 détenus chacun.
De plus, comme l'annonce Herbert Backe le 1er juin 1941 peu de temps avant l'invasion de l'Union soviétique, la réalisation des projets orientaux nécessite également l'emploi massif des populations slaves, ravalées au rang d'esclaves mal nourris au service des projets de recomposition territoriale de cette partie de l'Europe.

### Réalisations
Prévu pour être réalisé après la fin du conflit, certains territoires destinés à être intégrés dans le Generalplan Ost, font l'objet de diverses expérimentations, en Pologne, en Crimée et en Ukraine principalement. Ces expérimentations sont toutes remises en cause par l'avancée des unités soviétiques qui les menacent à partir de la fin de l'année 1943.

#### Dans le Gouvernement général

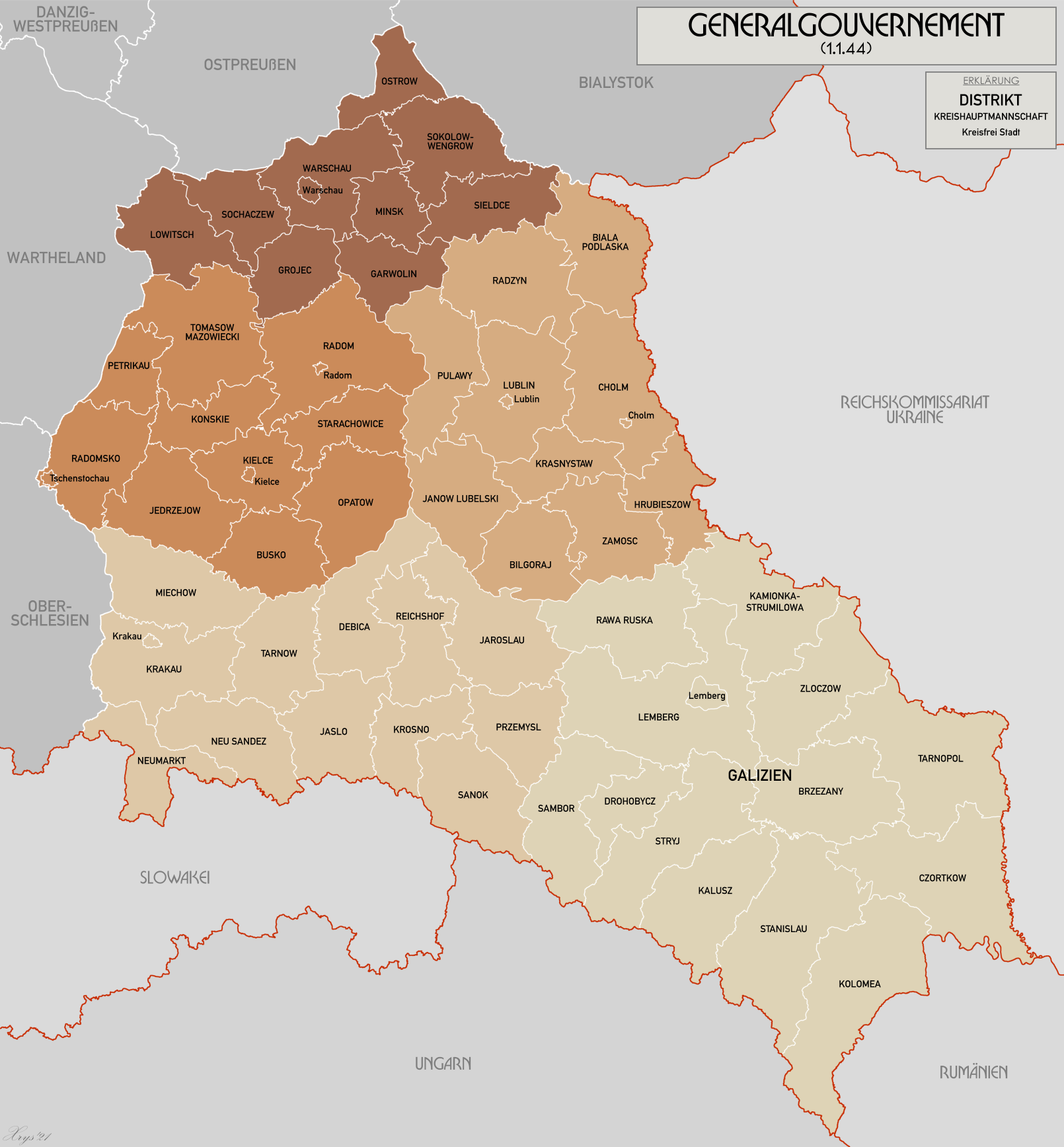
Dans le Gouvernement général, ici dans ses frontières de 1944, La région de Zamość devient le lieu des expérimentations des planificateurs allemands.

Dès les premiers jours de l'occupation allemande de la Pologne, le territoire polonais est promis à une germanisation plus ou moins rapide.
Conçu comme le modèle expérimental de colonisation nazie, le projet colonial en Pologne, dans la région de Zamość, dans le district de Lublin, est censé montrer, aux yeux de Himmler, la possibilité de réaliser les grandioses projets de recomposition raciale durant le conflit : celui-ci décide alors de germaniser la totalité des cercles de Lublin et de Zamość.
En 1941, Odilo Globocnik, chef de la police et des SS du district de Lublin reçoit pour mission de réaliser le programme Heinrich, consistant à créer un réseau de points d'appui SS, rassemblant, selon les principes de l'idéologie du Blut und Boden, des soldats SS avec leurs familles, dans des villages de paysans soldats.
Selon des modalités mises au point dans les territoires polonais annexés en 1939, les autorités nazies rassemblent dans la Zamojszczyzna (pl) des Volksdeutsche rapatriés d'Union soviétique et les installent dans les fermes dont les propriétaires polonais, ukrainiens ou juifs ont été chassés : les Juifs sont exterminés, les Polonais subissent un examen racial qui aboutit à leur classement dans l'une des quatre catégories définissant leur sort futur, les Ukrainiens sont installés dans une autre partie du district, sur des terres dont les propriétaires ont été expulsés ou exterminés. Après étude raciale de la population, évacuation des Juifs et de la population locale, des colons soigneusement sélectionnés, sont installés dans les fermes évacuées par leurs propriétaires polonais.
La ville d'Auschwitz, en Silésie annexée, constitue un autre laboratoire des aspirations coloniales nazies : des plans de refondation urbaines sont réalisés, tandis que des négociations entre les différents acteurs du site sont menées : IG Farben conditionne sa venue à la place dévolue aux installations industrielles et la SS souhaite respecter ses canons esthétiques, dans le cadre de la refondation raciale et politique de la ville. Les Polonais et les Juifs sont rapidement expulsés, tandis que les projets de développement urbains se succèdent, toujours plus ambitieux, jusqu'en 1943, date à laquelle la ville compte 6 000 Allemands, travaillant pour le compte d'IG-Farben, habitant des logements dont les occupants polonais ont été expulsés.

#### En Crimée
En Crimée, destinée à être colonisée selon les projets présentés en mai 1942, des commissions d'enquête sont envoyées sur place, pour déterminer l'importance des Volksdeutsche dans la population locale et planifier l'aménagement du territoire ; le 2 juillet 1942, sur la base des rapports transmis à Himmler et Hitler, le Gotenland, « ce pays où coulent le lait et le miel », selon le mot de Hitler, est inclus dans les projets coloniaux (Himmler l'admet officiellement le 16 septembre 1942 devant ses subordonnés à Hegewald).
Ainsi, en novembre 1942, Himmler ordonne à son subordonné sur place de préparer l'installation de colons selon les plans définis en mai précédent. 10 000 Volksdeutsche de la région sont rassemblés et répertoriés sur la Volksliste. Des quartiers peuplés par ces Volksdeutsche sont mis en place à Eupatoria et à Simferopol, et des villages sont peuplés uniquement de Volksdeutsche. En 1942, d'autres Allemands, les Tyroliens du Sud, sont pressentis pour être installés en Crimée, en 1943, la SS privilégie les Allemands internés en Palestine.
En septembre 1943, devant la pression soviétique, les Volksdeutsche sont évacués à l'ouest du Dniepr, puis dans le Wartheland, matérialisant l'échec de ces projets coloniaux.

#### En Ukraine

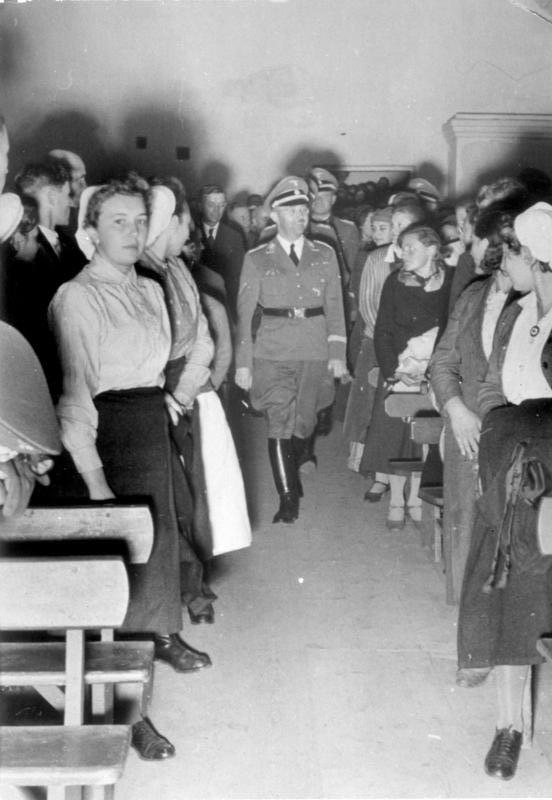
Himmler avec des Volksdeutsche à Halbstadt le 31 octobre 1942 guerre mondiale

En août 1942, Himmler, alors au quartier-général de Hitler en Ukraine, décide de la création de trois points d'appui en Volhynie et en Podolie, peuplés avec 45 000 Volksdeutsche dispersés dans les villages de ces régions.
À Hegewald, son quartier-général, Himmler établit un centre pour les opérations de colonisation du district de Jitomir, soumis à l'administration de la SS. Des points d'appui SS sont créés dans des anciens kolkhozes, puis, après examen racial, 10 500 Volksdeutsche remplacent 14 500 Ukrainiens, préalablement expulsés dans la région de Hegewald et de Tcherniakiv. Ces Volksdeutsche, installés comme ouvriers dans les anciens kolkhozes, reçoivent un lopin d'un hectare et se voient promettre une ferme pour la moisson de 1943. Devant l'impossibilité de permettre à ces colons d'accéder à la propriété, les autorités nazies du district les emploient comme main-d’œuvre pour des grands travaux.
Mais, au cours de l'année 1943, sous la pression des partisans, les SS regroupent les 30 000 Volksdeutsche de la région à l'intérieur des points d'appui SS. Ces évacuations n'empêchent pas la poursuite de l'afflux de colons dans la région, le projet n'étant pas abandonné mais simplement modifié. Durant le mois de novembre 1943, les Volksdeutsche installés dans la région sont évacués vers le Wartheland, scellant ainsi l'échec de cette expérience.

#### Autres réalisations

La Ruthénie blanche est aussi destinée à être colonisée.

D'autres éléments de la planification ont connu un début, sinon de réalisation, du moins d'élaboration avancée.
Ainsi, en Ingrie, la planification de la colonisation est achevée, mais l'alliance du Reich avec la Finlande retarde la réalisation : un accord portant sur le rapatriement de 65 000 Finlandais de la région est finalisé et signé en octobre 1943 ; ce rapatriement est achevé au printemps suivant. Cependant, à ce stade du conflit, l'Ingrie est alors directement menacée par l'Armée rouge, rendant les projets coloniaux dans la région totalement obsolètes.
En Ruthénie blanche, 416 familles de colons néerlandais sont installés durant l'hiver 1942-1943.
En Silésie, enfin, la région d'Auschwitz constitue également un objet d'étude important. En effet, la ville, placée à l'intersection de nombreuses voies ferrées, constitue l'objet de nombreuses études afin d'en faire un important centre colonial SS.

## LeGeneralplan Ostet ses contemporains
Dès sa présentation aux cadres dirigeants du Reich, les projets de réaménagement de l'Est du continent européen suscitent des réactions aussi bien dans le Reich que parmi les Alliés.

### Dans leReich

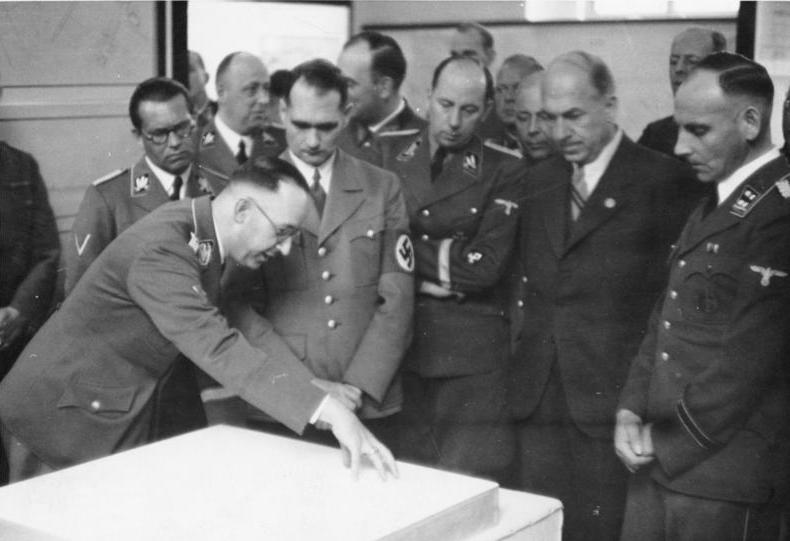
Heinrich Himmler faisant visiter l'exposition Planification et construction à l'Est à Rudolf Hess en présence de Konrad Meyer-Hetling (à droite de la photographie).

Dès la réalisation des premières moutures, un certain nombre de cadres nazis donnent une certaine publicité aux travaux scientifiques et aux projets planificateurs censés être appliqués sur la totalité du continent européen.
Dans un article publié en juin 1942 dans la revue Deutsche Arbeit exposant la politique raciale du régime, Himmler développe les objectifs qu'il assigne aux projets de recomposition raciale et territoriale de l'Est du continent européen.
Durant la même période, Konrad Meyer-Hetling fait publier, sur l'ordre du RSHA et du RuSHA, l'ensemble des projets, sous la forme de catalogues d'exposition, proposant ainsi une vision générale des projets de recomposition raciale et spatiale prévue pour l'après-guerre.

### Les Alliés et les projets coloniaux nazis en Europe

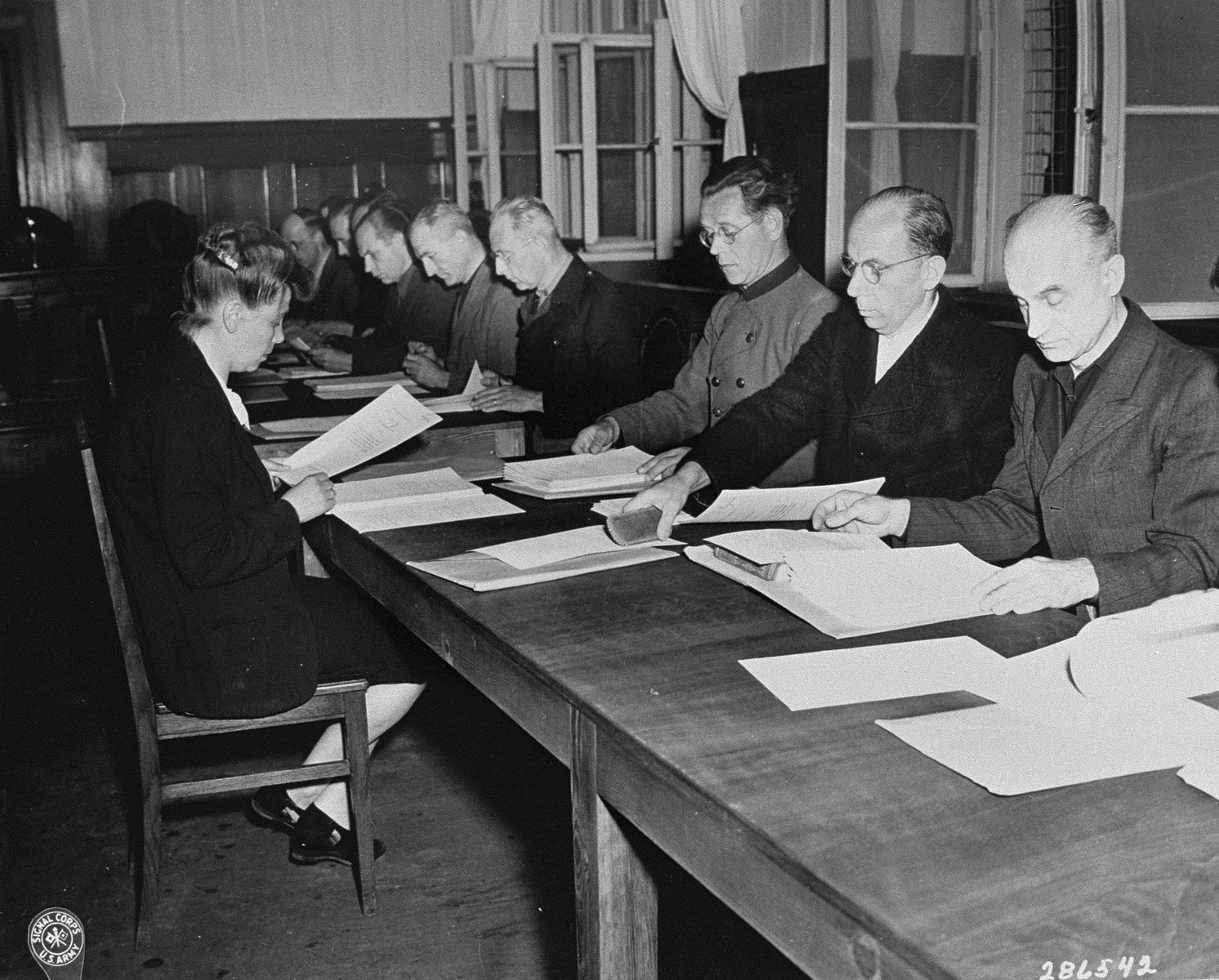
Lors du procès du RuSha, en 1947, les principaux accusés parviennent à masquer leur implication dans les projets coloniaux.

Les procès de l'après-guerre démontrent que les Alliés ont des projets coloniaux nazis une connaissance sommaire et superficielle. En effet, disposant d'un certain nombre de versions du Generalplan Ost, mais pas du projet initial, ils demeurent incapables d'en déterminer précisément les auteurs, ne pouvant en distinguer les différences avec les différents projets de réaménagement, confondant le Generalplan Ost , élaboré par les services du RuSHA, et le Generalsiedlungsplan, élaboré par d'autres services de la SS.
Cette méconnaissance entraîne, lors des procès suivant la défaite du Reich, une mansuétude des procureurs américains à l'égard des prévenus allemands. Otto Ohlendorf, parfaitement informé des projets nazis pour l'après-guerre, se livre ainsi, devant ses accusateurs, à un exposé des critiques qu'il a formulées à l'époque à l'encontre du coût des projets coloniaux développés par les services de Konrad Meyer-Hetling.
À l'issue de ces procès, Hans Ehlich, comme Konrad Meyer-Hetling, ayant fourni des réponses mêlant adroitement le vrai et le faux, sont globalement peu inquiétés par les tribunaux alliés : ils sont en effet condamnés à des peines de prison, mais ces condamnations sont déjà couvertes par leur période de détention préventive.